# Élections départementales de 2021 dans les Hautes-Alpes
Les élections départementales dans les Hautes-Alpes ont lieu les 20 et 27 juin 2021.

## Contexte départemental

### Assemblée départementale sortante
Avant les élections, le Conseil départemental des Hautes-Alpes est présidé par Jean-Marie Bernard (LR).
Il comprend 30 conseillers départementaux issus des 15 cantons des Hautes-Alpes.
| Président du Conseil départemental   |       |       |      |                       |
| Jean-Marie Bernard (LR)              |       |       |      |                       |
| Parti                                | Sigle | Sigle | Élus | Groupes               |
| Majorité (22 sièges)                 |       |       |      |                       |
| Les Républicains                     |       | LR    | 10   | Priorité Hautes-Alpes |
| Divers droite                        |       | DVD   | 8    | Priorité Hautes-Alpes |
| Union des démocrates et indépendants |       | UDI   | 2    | Priorité Hautes-Alpes |
| Divers gauche                        |       | DVG   | 2    | Priorité Hautes-Alpes |
| Opposition (8 sièges)                |       |       |      | Priorité Hautes-Alpes |
| Divers gauche                        |       | DVG   | 3    | Démocrates 05         |
| La République en marche              |       | LREM  | 3    | Démocrates 05         |
| Parti socialiste                     |       | PS    | 1    | Démocrates 05         |
| La République en marche              |       | LREM  | 1    | Non-inscrit           |

### Assemblée départementale élue
| Président du Conseil départemental   |       |       |      |                                    |
| Jean-Marie Bernard (LR)              |       |       |      |                                    |
| Parti                                | Sigle | Sigle | Élus | Groupes                            |
| Majorité (20 sièges)                 |       |       |      |                                    |
| Les Républicains                     |       | LR    | 12   | Majorité départementale            |
| Divers droite                        |       | DVD   | 6    | Majorité départementale            |
| Union des démocrates et indépendants |       | UDI   | 2    | Majorité départementale            |
| Indépendants (4 sièges)              |       |       |      |                                    |
| Les Républicains                     |       | LR    | 3    | Indépendants                       |
| Divers droite                        |       | DVD   | 1    | Indépendants                       |
| Opposition (6 sièges)                |       |       |      |                                    |
| Divers gauche                        |       | DVG   | 3    | Propositions pour les Hautes-Alpes |
| La République en marche              |       | LREM  | 2    | Propositions pour les Hautes-Alpes |
| Divers droite                        |       | DVD   | 1    | Propositions pour les Hautes-Alpes |

## Système électoral
Les élections ont lieu au scrutin majoritaire binominal à deux tours. Le système est paritaire : les candidatures sont présentées sous la forme d'un binôme composé d'une femme et d'un homme avec leurs suppléants (une femme et un homme également).
Pour être élu au premier tour, un binôme doit obtenir la majorité absolue des suffrages exprimés et un nombre de suffrages au moins égal à 25 % des électeurs inscrits. Si aucun binôme n'est élu au premier tour, seuls peuvent se présenter au second tour les binômes qui ont obtenu un nombre de suffrages au moins égal à 12,5 % des électeurs inscrits, sans possibilité pour les binômes de fusionner. Est élu au second tour le binôme qui obtient le plus grand nombre de voix.

## Résultats à l'échelle du département

### Résultats départementaux
Les nuances utilisées par le ministère de l'Intérieur ne tiennent pas compte des alliances locales.
| Binômes                  | Binômes                             | Binômes                  | Premier tour | Premier tour | Premier tour | Second tour | Second tour   | Second tour | Total | +/-           |  |
| Binômes                  | Binômes                             | Binômes                  | Voix         | %            | Sièges       | Voix        | %             | Sièges      | Total | +/-           |  |
| ------------------------ | ----------------------------------- | ------------------------ | ------------ | ------------ | ------------ | ----------- | ------------- | ----------- | ----- | ------------- |  |
|                          | Divers droite                       | DVD                      | 15 077       | 35,06        | 6            | 7 169       | 23,44         | 8           | 14    | 2             |  |
|                          | Divers gauche                       | DVG                      | 6 881        | 16,00        | 0            | 6 594       | 21,56         | 0           | 0     | 2             |  |
|                          | Union à gauche                      | UG                       | 4 330        | 10,07        | 2            | 1 185       | 3,87          | 2           | 4     | en stagnation |  |
|                          | Union du centre                     | UC                       | 3 544        | 8,24         | 0            | 2 634       | 8,86          | 2           | 2     | 2             |  |
|                          | Union à droite                      | UD                       | 3 034        | 7,05         | 0            | 3 602       | 11,78         | 4           | 4     | 2             |  |
|                          | Divers                              | DIV                      | 2 573        | 5,98         | 0            | 2 948       | 9,64          | 2           | 2     | en stagnation |  |
|                          | Union au centre et à droite         | UCD                      | 2 479        | 5,76         | 0            | 3 343       | 10,93         | 4           | 4     | 4             |  |
|                          | Union à gauche avec des écologistes | UGE                      | 1 704        | 3,96         | 0            | 1 882       | 6,15          | 0           | 0     | en stagnation |  |
|                          | Divers centre                       | DVC                      | 803          | 1,87         | 0            | 1 231       | 8,61          | 2           | 2     | 2             |  |
|                          | La France insoumise                 | FI                       | 1 138        | 2,65         | 0            |             |               |             | 0     | en stagnation |  |
|                          | Écologistes                         | ECO                      | 601          | 1,40         | 0            | 0           | en stagnation |             |       |               |  |
|                          | La République en marche             | REM                      | 428          | 1,00         | 0            | 0           | en stagnation |             |       |               |  |
|                          | Rassemblement national              | RN                       | 413          | 0,96         | 0            | 0           | en stagnation |             |       |               |  |
|                          |                                     |                          |              |              |              |             |               |             |       |               |  |
| Suffrages exprimés       | Suffrages exprimés                  | Suffrages exprimés       | 43 005       | 91,92        |              | 30 588      | 91,57         |             |       |               |  |
| Votes blancs             | Votes blancs                        | Votes blancs             | 2 385        | 5,10         | 1 870        | 5,60        |               |             |       |               |  |
| Votes nuls               | Votes nuls                          | Votes nuls               | 1 394        | 2,98         | 944          | 2,83        |               |             |       |               |  |
| Total                    | Total                               | Total                    | 46 784       | 100          | 8            | 33 402      | 100           | 22          | 30    | en stagnation |  |
| Abstentions              | Abstentions                         | Abstentions              | 64 733       | 58,05        |              | 44 336      | 57,03         |             |       |               |  |
| Inscrits / participation | Inscrits / participation            | Inscrits / participation | 111 517      | 41,95        | 77 738       | 42,97       |               |             |       |               |  |

### Élus par canton
| Canton                    | Conseiller sortant   | Parti | Parti | Conseiller élu        | Parti | Parti |
| ------------------------- | -------------------- | ----- | ----- | --------------------- | ----- | ----- |
| L'Argentière-la-Bessée    | Jean Conreaux        |       | DVD   | Gaëlle Moreau         |       | DVG   |
| L'Argentière-la-Bessée    | Marie-Noëlle Disdier |       | DVD   | Rémi Roux             |       | DVG   |
| Briançon-1                | Marine Michel        |       | LR    | Marine Michel         |       | LR    |
| Briançon-1                | Arnaud Murgia        |       | LR    | Arnaud Murgia         |       | LR    |
| Briançon-2                | Gérard Fromm         |       | DVG   | Claire Barnéoud       |       | LR    |
| Briançon-2                | Aurélie Poyau        |       | PS    | Eric Peythieu         |       | LR    |
| Chorges                   | Joël Bonnaffoux      |       | LREM  | Joël Bonnaffoux       |       | LREM  |
| Chorges                   | Valérie Rossi        |       | LREM  | Valérie Rossi         |       | LREM  |
| Embrun                    | Carole Chauvet       |       | LR    | Carole Chauvet        |       | LR    |
| Embrun                    | Marc Viossat         |       | UDI   | Marc Viossat          |       | UDI   |
| Gap-1                     | Guy Blanc            |       | LREM  | Catherine Asso        |       | LR    |
| Gap-1                     | Pascale Boyer        |       | LREM  | Alexandre Mougin      |       | LR    |
| Gap-2                     | Daniel Galland       |       | LR    | Daniel Galland        |       | LR    |
| Gap-2                     | Maryvonne Grenier    |       | LR    | Maryvonne Grenier     |       | LR    |
| Gap-3                     | Christian Hubaud     |       | LR    | Christian Hubaud      |       | LR    |
| Gap-3                     | Ginette Mostachi     |       | DVD   | Ginette Mostachi      |       | DVD   |
| Gap-4                     | Bénédicte Ferotin    |       | DVD   | Évelyne Colonna       |       | DVD   |
| Gap-4                     | Lionel Para          |       | LR    | Lionel Para           |       | LR    |
| Guillestre                | Marcel Cannat        |       | DVD   | Marcel Cannat         |       | DVD   |
| Guillestre                | Valérie Garcin       |       | UDI   | Valérie Garcin        |       | UDI   |
| Laragne-Montéglin         | Florent Armand       |       | DVG   | Gérard Nicolas        |       | DVD   |
| Laragne-Montéglin         | Anne Truphème        |       | DVG   | Anne Truphème         |       | DVG   |
| Saint-Bonnet-en-Champsaur | Béatrice Allosia     |       | LR    | Béatrice Allosia      |       | LR    |
| Saint-Bonnet-en-Champsaur | Patrick Ricou        |       | LR    | Patrick Ricou         |       | LR    |
| Serres                    | Françoise Pinet      |       | DVD   | Françoise Pinet       |       | DVD   |
| Serres                    | Gérard Tenoux        |       | DVD   | Gérard Tenoux         |       | DVD   |
| Tallard                   | Rémy Oddou           |       | DVG   | Jean-Baptiste Aillaud |       | DVD   |
| Tallard                   | Patricia Vincent     |       | DVG   | Séverine Rambaud      |       | LR    |
| Veynes                    | Jean-Marie Bernard   |       | LR    | Jean-Marie Bernard    |       | LR    |
| Veynes                    | Bernadette Saudemont |       | DVD   | Bernadette Saudemont  |       | DVD   |

## Résultats par canton
Les binômes sont présentés par ordre décroissant des résultats au premier tour. En cas de victoire au second tour du binôme arrivé en deuxième place au premier, ses résultats sont indiqués en gras.

### Canton de L'Argentière-la-Bessée
| Candidats                | Candidats                | Partis                   | Nuance                   | Premier tour | Premier tour | Second tour | Second tour |
| Candidats                | Candidats                | Partis                   | Nuance                   | Voix         | %            | Voix        | %           |
| ------------------------ | ------------------------ | ------------------------ | ------------------------ | ------------ | ------------ | ----------- | ----------- |
|                          | Jean Conreaux            | DVD                      | DVD                      | 885          | 39,65        | 1 165       | 49,57       |
|                          | Marie-Noëlle Disdier     | DVD                      | DVD                      | 885          | 39,65        | 1 165       | 49,57       |
|                          | Gaëlle Moreau            | DVG                      | UG                       | 679          | 30,42        | 1 185       | 50,43       |
|                          | Rémi Roux                | DVG                      | UG                       | 679          | 30,42        | 1 185       | 50,43       |
|                          | Serge Giordano           | DVD                      | DVD                      | 668          | 29,93        |             |             |
|                          | Sandrine Reymond         | DVD                      | DVD                      | 668          | 29,93        |             |             |
|                          |                          |                          |                          |              |              |             |             |
| Suffrages exprimés       | Suffrages exprimés       | Suffrages exprimés       | Suffrages exprimés       | 2 232        | 92,38        | 2 350       | 93,48       |
| Votes blancs             | Votes blancs             | Votes blancs             | Votes blancs             | 126          | 5,22         | 108         | 4,30        |
| Votes nuls               | Votes nuls               | Votes nuls               | Votes nuls               | 58           | 2,40         | 56          | 2,23        |
| Total                    | Total                    | Total                    | Total                    | 2 416        | 100          | 2 514       | 100         |
| Abstention               | Abstention               | Abstention               | Abstention               | 3 125        | 56,40        | 3 028       | 54,64       |
| Inscrits / participation | Inscrits / participation | Inscrits / participation | Inscrits / participation | 5 541        | 43,60        | 5 542       | 45,36       |

### Canton de Briançon-1
| Candidats                | Candidats                | Partis                   | Nuance                   | Premier tour | Premier tour | Second tour | Second tour |
| Candidats                | Candidats                | Partis                   | Nuance                   | Voix         | %            | Voix        | %           |
| ------------------------ | ------------------------ | ------------------------ | ------------------------ | ------------ | ------------ | ----------- | ----------- |
|                          | Marine Michel            | LR                       | UD                       | 1 730        | 55,50        | 2 066       | 62,66       |
|                          | Arnaud Murgia            | LR                       | UD                       | 1 730        | 55,50        | 2 066       | 62,66       |
|                          | Sébastien Fine           | LREM                     | DVC                      | 803          | 25,76        | 1 231       | 37,34       |
|                          | Natalia Sertour          | DVG                      | DVC                      | 803          | 25,76        | 1 231       | 37,34       |
|                          | Capucine Mounal          | LFI                      | UGE                      | 584          | 18,74        |             |             |
|                          | Joël Pruvot              | EÉLV                     | UGE                      | 584          | 18,74        |             |             |
|                          |                          |                          |                          |              |              |             |             |
| Suffrages exprimés       | Suffrages exprimés       | Suffrages exprimés       | Suffrages exprimés       | 3 117        | 94,97        | 3 297       | 92,77       |
| Votes blancs             | Votes blancs             | Votes blancs             | Votes blancs             | 110          | 3,35         | 185         | 5,21        |
| Votes nuls               | Votes nuls               | Votes nuls               | Votes nuls               | 55           | 1,68         | 72          | 2,03        |
| Total                    | Total                    | Total                    | Total                    | 3 282        | 100          | 3 554       | 100         |
| Abstention               | Abstention               | Abstention               | Abstention               | 4 322        | 56,84        | 4 047       | 53,24       |
| Inscrits / participation | Inscrits / participation | Inscrits / participation | Inscrits / participation | 7 604        | 43,16        | 7 601       | 46,76       |

### Canton de Briançon-2
| Candidats                | Candidats                | Partis                   | Nuance                   | Premier tour | Premier tour | Second tour | Second tour |
| Candidats                | Candidats                | Partis                   | Nuance                   | Voix         | %            | Voix        | %           |
| ------------------------ | ------------------------ | ------------------------ | ------------------------ | ------------ | ------------ | ----------- | ----------- |
|                          | Claire Barnéoud          | LR                       | UCD                      | 1 367        | 45,89        | 1 921       | 57,48       |
|                          | Éric Peythieu            | LR                       | UCD                      | 1 367        | 45,89        | 1 921       | 57,48       |
|                          | Marcel Ciuppa            | DVG                      | DVG                      | 891          | 29,91        | 1 421       | 42,52       |
|                          | Aurélie Poyau            | PS                       | DVG                      | 891          | 29,91        | 1 421       | 42,52       |
|                          | Vincent Faubert          | DVG                      | DVG                      | 721          | 24,20        |             |             |
|                          | Aurore Marchand          | DVG                      | DVG                      | 721          | 24,20        |             |             |
|                          |                          |                          |                          |              |              |             |             |
| Suffrages exprimés       | Suffrages exprimés       | Suffrages exprimés       | Suffrages exprimés       | 2 979        | 94,18        | 3 342       | 92,12       |
| Votes blancs             | Votes blancs             | Votes blancs             | Votes blancs             | 122          | 3,86         | 183         | 5,04        |
| Votes nuls               | Votes nuls               | Votes nuls               | Votes nuls               | 62           | 1,96         | 103         | 2,84        |
| Total                    | Total                    | Total                    | Total                    | 3 163        | 100          | 3 628       | 100         |
| Abstention               | Abstention               | Abstention               | Abstention               | 5 025        | 61,37        | 4 561       | 55,70       |
| Inscrits / participation | Inscrits / participation | Inscrits / participation | Inscrits / participation | 8 188        | 38,63        | 8 189       | 44,30       |

### Canton de Chorges
| Candidats                | Candidats                | Partis                   | Nuance                   | Premier tour | Premier tour |
| Candidats                | Candidats                | Partis                   | Nuance                   | Voix         | %            |
| ------------------------ | ------------------------ | ------------------------ | ------------------------ | ------------ | ------------ |
|                          | Joël Bonnaffoux          | LREM                     | UG                       | 2 750        | 100,00       |
|                          | Valérie Rossi            | LREM                     | UG                       | 2 750        | 100,00       |
|                          |                          |                          |                          |              |              |
| Suffrages exprimés       | Suffrages exprimés       | Suffrages exprimés       | Suffrages exprimés       | 2 750        | 78,59        |
| Votes blancs             | Votes blancs             | Votes blancs             | Votes blancs             | 452          | 12,92        |
| Votes nuls               | Votes nuls               | Votes nuls               | Votes nuls               | 297          | 8,49         |
| Total                    | Total                    | Total                    | Total                    | 3 499        | 100          |
| Abstention               | Abstention               | Abstention               | Abstention               | 5 338        | 60,41        |
| Inscrits / participation | Inscrits / participation | Inscrits / participation | Inscrits / participation | 8 837        | 39,59        |

### Canton d'Embrun
Le duo Annie Borgia-Christian Papillon ne maintient pas sa candidature au scrutin de ballotage.
| Candidats                | Candidats                | Partis                   | Nuance                   | Premier tour | Premier tour | Second tour | Second tour |
| Candidats                | Candidats                | Partis                   | Nuance                   | Voix         | %            | Voix        | %           |
| ------------------------ | ------------------------ | ------------------------ | ------------------------ | ------------ | ------------ | ----------- | ----------- |
|                          | Carole Chauvet           | LR                       | UC                       | 2 096        | 59,14        | 2 634       | 100,00      |
|                          | Marc Viossat             | UDI                      | UC                       | 2 096        | 59,14        | 2 634       | 100,00      |
|                          | Annie Borgia             | DVD                      | UC                       | 1 448        | 40,86        | Retrait     | Retrait     |
|                          | Christian Parpillon      | UDI                      | UC                       | 1 448        | 40,86        | Retrait     | Retrait     |
|                          |                          |                          |                          |              |              |             |             |
| Suffrages exprimés       | Suffrages exprimés       | Suffrages exprimés       | Suffrages exprimés       | 3 544        | 92,48        | 2 634       | 79,50       |
| Votes blancs             | Votes blancs             | Votes blancs             | Votes blancs             | 182          | 4,75         | 573         | 17,30       |
| Votes nuls               | Votes nuls               | Votes nuls               | Votes nuls               | 106          | 2,77         | 106         | 3,20        |
| Total                    | Total                    | Total                    | Total                    | 3 832        | 100          | 3 313       | 100         |
| Abstention               | Abstention               | Abstention               | Abstention               | 5 396        | 58,47        | 5 915       | 64,10       |
| Inscrits / participation | Inscrits / participation | Inscrits / participation | Inscrits / participation | 9 228        | 41,53        | 9 228       | 35,90       |

### Canton de Gap-1
| Candidats                | Candidats                | Partis                   | Nuance                   | Premier tour | Premier tour | Second tour | Second tour |
| Candidats                | Candidats                | Partis                   | Nuance                   | Voix         | %            | Voix        | %           |
| ------------------------ | ------------------------ | ------------------------ | ------------------------ | ------------ | ------------ | ----------- | ----------- |
|                          | Catherine Asso           | LR                       | DVD                      | 859          | 43,56        | 1 264       | 58,93       |
|                          | Alexandre Mougin         | LR                       | DVD                      | 859          | 43,56        | 1 264       | 58,93       |
|                          | Isabelle David           | EÉLV                     | UGE                      | 518          | 26,27        | 881         | 41,07       |
|                          | Jean-Denis Rispaud       | PS                       | UGE                      | 518          | 26,27        | 881         | 41,07       |
|                          | Guy Blanc                | LREM                     | REM                      | 428          | 21,70        |             |             |
|                          | Pascale Boyer            | LREM                     | REM                      | 428          | 21,70        |             |             |
|                          | Madeleine Fauchatre      | PS                       | DVG                      | 167          | 8,47         |             |             |
|                          | Thierry Labat            | PS                       | DVG                      | 167          | 8,47         |             |             |
|                          |                          |                          |                          |              |              |             |             |
| Suffrages exprimés       | Suffrages exprimés       | Suffrages exprimés       | Suffrages exprimés       | 1 972        | 92,11        | 2 145       | 91,98       |
| Votes blancs             | Votes blancs             | Votes blancs             | Votes blancs             | 93           | 4,34         | 99          | 4,25        |
| Votes nuls               | Votes nuls               | Votes nuls               | Votes nuls               | 76           | 3,55         | 88          | 3,77        |
| Total                    | Total                    | Total                    | Total                    | 2 141        | 100          | 2 332       | 100         |
| Abstention               | Abstention               | Abstention               | Abstention               | 4 925        | 69,70        | 4 741       | 67,03       |
| Inscrits / participation | Inscrits / participation | Inscrits / participation | Inscrits / participation | 7 066        | 30,30        | 7 073       | 32,97       |

### Canton de Gap-2
| Candidats                | Candidats                | Partis                   | Nuance                   | Premier tour | Premier tour | Second tour | Second tour |
| Candidats                | Candidats                | Partis                   | Nuance                   | Voix         | %            | Voix        | %           |
| ------------------------ | ------------------------ | ------------------------ | ------------------------ | ------------ | ------------ | ----------- | ----------- |
|                          | Daniel Galland           | LR                       | DVD                      | 1 117        | 49,53        | 1 384       | 53,96       |
|                          | Maryvonne Grenier        | LR                       | DVD                      | 1 117        | 49,53        | 1 384       | 53,96       |
|                          | Aurélie Allemand         | PS                       | DVG                      | 655          | 29,05        | 1 181       | 46,04       |
|                          | Sylvain Brunet           | PS                       | DVG                      | 655          | 29,05        | 1 181       | 46,04       |
|                          | Bertrand Hérisson        | LFI                      | UG                       | 483          | 21,42        |             |             |
|                          | Nathalie Mayaudon        | PCF                      | UG                       | 483          | 21,42        |             |             |
|                          |                          |                          |                          |              |              |             |             |
| Suffrages exprimés       | Suffrages exprimés       | Suffrages exprimés       | Suffrages exprimés       | 2 255        | 92,61        | 2 565       | 93,24       |
| Votes blancs             | Votes blancs             | Votes blancs             | Votes blancs             | 103          | 4,23         | 97          | 3,53        |
| Votes nuls               | Votes nuls               | Votes nuls               | Votes nuls               | 77           | 3,16         | 89          | 3,24        |
| Total                    | Total                    | Total                    | Total                    | 2 435        | 100          | 2 751       | 100         |
| Abstention               | Abstention               | Abstention               | Abstention               | 5 112        | 67,74        | 4 799       | 63,56       |
| Inscrits / participation | Inscrits / participation | Inscrits / participation | Inscrits / participation | 7 547        | 32,26        | 7 550       | 36,44       |

### Canton de Gap-3
| Candidats                | Candidats                | Partis                   | Nuance                   | Premier tour | Premier tour | Second tour | Second tour |
| Candidats                | Candidats                | Partis                   | Nuance                   | Voix         | %            | Voix        | %           |
| ------------------------ | ------------------------ | ------------------------ | ------------------------ | ------------ | ------------ | ----------- | ----------- |
|                          | Christian Hubaud         | LR                       | UD                       | 1 304        | 57,55        | 1 536       | 60,16       |
|                          | Ginette Mostachi         | DVD                      | UD                       | 1 304        | 57,55        | 1 536       | 60,16       |
|                          | Élie Cordier             | PS                       | DVG                      | 544          | 24,01        | 1 017       | 39,84       |
|                          | Joëlle Millaire          | PS                       | DVG                      | 544          | 24,01        | 1 017       | 39,84       |
|                          | Antoine Guardabascio     | PCF                      | UG                       | 418          | 18,45        |             |             |
|                          | Alexandra Lamroussi      | LFI                      | UG                       | 418          | 18,45        |             |             |
|                          |                          |                          |                          |              |              |             |             |
| Suffrages exprimés       | Suffrages exprimés       | Suffrages exprimés       | Suffrages exprimés       | 2 266        | 94,50        | 2 553       | 92,84       |
| Votes blancs             | Votes blancs             | Votes blancs             | Votes blancs             | 88           | 3,67         | 113         | 4,11        |
| Votes nuls               | Votes nuls               | Votes nuls               | Votes nuls               | 44           | 1,83         | 84          | 3,05        |
| Total                    | Total                    | Total                    | Total                    | 2 398        | 100          | 2 750       | 100         |
| Abstention               | Abstention               | Abstention               | Abstention               | 5 232        | 68,57        | 4 883       | 63,97       |
| Inscrits / participation | Inscrits / participation | Inscrits / participation | Inscrits / participation | 7 630        | 31,43        | 7 633       | 36,03       |

### Canton de Gap-4
| Candidats                | Candidats                | Partis                   | Nuance                   | Premier tour | Premier tour | Second tour | Second tour |
| Candidats                | Candidats                | Partis                   | Nuance                   | Voix         | %            | Voix        | %           |
| ------------------------ | ------------------------ | ------------------------ | ------------------------ | ------------ | ------------ | ----------- | ----------- |
|                          | Évelyne Colonna          | DVD                      | DVD                      | 1 114        | 48,54        | 1 474       | 59,56       |
|                          | Lionel Para              | LR                       | DVD                      | 1 114        | 48,54        | 1 474       | 59,56       |
|                          | Pimprenelle Butzbach     | EELV                     | UGE                      | 602          | 26,23        | 1 001       | 40,44       |
|                          | Bernard Derbez           | EÉLV                     | UGE                      | 602          | 26,23        | 1 001       | 40,44       |
|                          | Pierre-Yves Lombard      | PS                       | DVG                      | 321          | 13,99        |             |             |
|                          | Vanessa Picard           | PS                       | DVG                      | 321          | 13,99        |             |             |
|                          | Bénédicte Ferotin        | DVD                      | DVD                      | 258          | 11,24        |             |             |
|                          | Stéphane Roux            | DVD                      | DVD                      | 258          | 11,24        |             |             |
|                          |                          |                          |                          |              |              |             |             |
| Suffrages exprimés       | Suffrages exprimés       | Suffrages exprimés       | Suffrages exprimés       | 2 295        | 93,14        | 2 475       | 92,49       |
| Votes blancs             | Votes blancs             | Votes blancs             | Votes blancs             | 112          | 4,55         | 113         | 4,22        |
| Votes nuls               | Votes nuls               | Votes nuls               | Votes nuls               | 57           | 2,31         | 88          | 3,29        |
| Total                    | Total                    | Total                    | Total                    | 2 464        | 100          | 2 676       | 100         |
| Abstention               | Abstention               | Abstention               | Abstention               | 4 352        | 63,85        | 4 145       | 60,77       |
| Inscrits / participation | Inscrits / participation | Inscrits / participation | Inscrits / participation | 6 816        | 36,15        | 6 821       | 39,23       |

### Canton de Guillestre
Le binôme de gauche se retire le 14 mai, à la suite d'une plainte pour viol contre un suppléant.
| Candidats                | Candidats                | Partis                   | Nuance                   | Premier tour | Premier tour |
| Candidats                | Candidats                | Partis                   | Nuance                   | Voix         | %            |
| ------------------------ | ------------------------ | ------------------------ | ------------------------ | ------------ | ------------ |
|                          | Marcel Cannat            | DVD                      | DVD                      | 2 535        | 85,99        |
|                          | Valérie Garcin           | UDI                      | DVD                      | 2 535        | 85,99        |
|                          | Luc Bianchini            | RN                       | RN                       | 413          | 14,01        |
|                          | Dominique Quatrelivre    | DVD                      | RN                       | 413          | 14,01        |
|                          | Guillaume Dejy           | PCF                      | UG                       | 0            | 0,00         |
|                          | Juliette Levallois       | LFI                      | UG                       | 0            | 0,00         |
|                          |                          |                          |                          |              |              |
| Suffrages exprimés       | Suffrages exprimés       | Suffrages exprimés       | Suffrages exprimés       | 2 948        | 89,69        |
| Votes blancs             | Votes blancs             | Votes blancs             | Votes blancs             | 246          | 7,48         |
| Votes nuls               | Votes nuls               | Votes nuls               | Votes nuls               | 93           | 2,83         |
| Total                    | Total                    | Total                    | Total                    | 3 287        | 100          |
| Abstention               | Abstention               | Abstention               | Abstention               | 3 645        | 52,58        |
| Inscrits / participation | Inscrits / participation | Inscrits / participation | Inscrits / participation | 6 932        | 47,42        |

### Canton de Laragne-Montéglin
| Candidats                | Candidats                | Partis                   | Nuance                   | Premier tour | Premier tour | Second tour | Second tour |
| Candidats                | Candidats                | Partis                   | Nuance                   | Voix         | %            | Voix        | %           |
| ------------------------ | ------------------------ | ------------------------ | ------------------------ | ------------ | ------------ | ----------- | ----------- |
|                          | Gérard Nicolas           | DVD                      | DIV                      | 1 083        | 40,16        | 1 564       | 53,05       |
|                          | Anne Truphème            | DVG                      | DIV                      | 1 083        | 40,16        | 1 564       | 53,05       |
|                          | Florent Armand           | DVG                      | DIV                      | 926          | 34,33        | 1 384       | 46,95       |
|                          | Julie Roux               | DVG                      | DIV                      | 926          | 34,33        | 1 384       | 46,95       |
|                          | Patricia Morhet-Richaud  | LR                       | DVD                      | 688          | 25,51        |             |             |
|                          | Kévin Queyrel            | LR                       | DVD                      | 688          | 25,51        |             |             |
|                          |                          |                          |                          |              |              |             |             |
| Suffrages exprimés       | Suffrages exprimés       | Suffrages exprimés       | Suffrages exprimés       | 2 697        | 93,81        | 2 948       | 93,95       |
| Votes blancs             | Votes blancs             | Votes blancs             | Votes blancs             | 115          | 4,00         | 103         | 3,28        |
| Votes nuls               | Votes nuls               | Votes nuls               | Votes nuls               | 63           | 2,19         | 87          | 2,77        |
| Total                    | Total                    | Total                    | Total                    | 2 875        | 100          | 3 138       | 100         |
| Abstention               | Abstention               | Abstention               | Abstention               | 3 001        | 51,07        | 2 736       | 46,58       |
| Inscrits / participation | Inscrits / participation | Inscrits / participation | Inscrits / participation | 5 876        | 48,93        | 5 874       | 53,42       |

### Canton de Saint-Bonnet-en-Champsaur
| Candidats                | Candidats                | Partis                   | Nuance                   | Premier tour | Premier tour |
| Candidats                | Candidats                | Partis                   | Nuance                   | Voix         | %            |
| ------------------------ | ------------------------ | ------------------------ | ------------------------ | ------------ | ------------ |
|                          | Béatrice Allosia         | LR                       | DVD                      | 3 027        | 72,68        |
|                          | Patrick Ricou            | LR                       | DVD                      | 3 027        | 72,68        |
|                          | Patrice Le Parc          | LFI                      | FI                       | 1 138        | 27,32        |
|                          | Danielle Picard          | LFI                      | FI                       | 1 138        | 27,32        |
|                          |                          |                          |                          |              |              |
| Suffrages exprimés       | Suffrages exprimés       | Suffrages exprimés       | Suffrages exprimés       | 4 165        | 91,84        |
| Votes blancs             | Votes blancs             | Votes blancs             | Votes blancs             | 237          | 5,23         |
| Votes nuls               | Votes nuls               | Votes nuls               | Votes nuls               | 133          | 2,93         |
| Total                    | Total                    | Total                    | Total                    | 4 535        | 100          |
| Abstention               | Abstention               | Abstention               | Abstention               | 5 150        | 53,18        |
| Inscrits / participation | Inscrits / participation | Inscrits / participation | Inscrits / participation | 9 685        | 46,82        |

### Canton de Serres
| Candidats                | Candidats                | Partis                   | Nuance                   | Premier tour | Premier tour | Second tour | Second tour |
| Candidats                | Candidats                | Partis                   | Nuance                   | Voix         | %            | Voix        | %           |
| ------------------------ | ------------------------ | ------------------------ | ------------------------ | ------------ | ------------ | ----------- | ----------- |
|                          | Françoise Pinet          | DVD                      | DVD                      | 1 640        | 49,04        | 1 882       | 52,28       |
|                          | Gérard Tenoux            | DVD                      | DVD                      | 1 640        | 49,04        | 1 882       | 52,28       |
|                          | Anne-Marie Gros          | DVG                      | DVG                      | 1 103        | 32,98        | 1 718       | 47,72       |
|                          | Lionel Tardy             | DVG                      | DVG                      | 1 103        | 32,98        | 1 718       | 47,72       |
|                          | Éric Chapon              | EÉLV                     | ECO                      | 601          | 17,97        |             |             |
|                          | Madeleine Webb           | EÉLV                     | ECO                      | 601          | 17,97        |             |             |
|                          |                          |                          |                          |              |              |             |             |
| Suffrages exprimés       | Suffrages exprimés       | Suffrages exprimés       | Suffrages exprimés       | 3 344        | 93,12        | 3 600       | 93,14       |
| Votes blancs             | Votes blancs             | Votes blancs             | Votes blancs             | 141          | 3,93         | 176         | 4,55        |
| Votes nuls               | Votes nuls               | Votes nuls               | Votes nuls               | 106          | 2,95         | 89          | 2,30        |
| Total                    | Total                    | Total                    | Total                    | 3 591        | 100          | 3 865       | 100         |
| Abstention               | Abstention               | Abstention               | Abstention               | 2 997        | 45,49        | 2 727       | 41,37       |
| Inscrits / participation | Inscrits / participation | Inscrits / participation | Inscrits / participation | 6 588        | 54,51        | 6 592       | 58,63       |

### Canton de Tallard
| Candidats                | Candidats                | Partis                   | Nuance                   | Premier tour | Premier tour |
| Candidats                | Candidats                | Partis                   | Nuance                   | Voix         | %            |
| ------------------------ | ------------------------ | ------------------------ | ------------------------ | ------------ | ------------ |
|                          | Jean-Baptiste Aillaud    | DVD                      | DVD                      | 2 286        | 58,98        |
|                          | Séverine Rambaud         | LR                       | DVD                      | 2 286        | 58,98        |
|                          | Rémy Oddou               | DVG                      | DVG                      | 1 590        | 41,02        |
|                          | Patricia Vincent         | DVG                      | DVG                      | 1 590        | 41,02        |
|                          |                          |                          |                          |              |              |
| Suffrages exprimés       | Suffrages exprimés       | Suffrages exprimés       | Suffrages exprimés       | 3 876        | 93,26        |
| Votes blancs             | Votes blancs             | Votes blancs             | Votes blancs             | 176          | 4,23         |
| Votes nuls               | Votes nuls               | Votes nuls               | Votes nuls               | 104          | 2,50         |
| Total                    | Total                    | Total                    | Total                    | 4 156        | 100          |
| Abstention               | Abstention               | Abstention               | Abstention               | 4 189        | 50,20        |
| Inscrits / participation | Inscrits / participation | Inscrits / participation | Inscrits / participation | 8 345        | 49,80        |

### Canton de Veynes
| Candidats                | Candidats                | Partis                   | Nuance                   | Premier tour | Premier tour | Second tour | Second tour |
| Candidats                | Candidats                | Partis                   | Nuance                   | Voix         | %            | Voix        | %           |
| ------------------------ | ------------------------ | ------------------------ | ------------------------ | ------------ | ------------ | ----------- | ----------- |
|                          | Jean-Marie Bernard       | LR                       | UCD                      | 1 112        | 43,35        | 1 422       | 53,08       |
|                          | Bernadette Saudemont     | DVD                      | UCD                      | 1 112        | 43,35        | 1 422       | 53,08       |
|                          | Sylvine Gauthier         | DVG                      | DVG                      | 889          | 34,66        | 1 257       | 46,92       |
|                          | Gerald Griffit           | LFI                      | DVG                      | 889          | 34,66        | 1 257       | 46,92       |
|                          | Georges Allemand         | SE                       | SE                       | 564          | 21,99        |             |             |
|                          | Hélène Grinan-Moutinho   | SE                       | SE                       | 564          | 21,99        |             |             |
|                          |                          |                          |                          |              |              |             |             |
| Suffrages exprimés       | Suffrages exprimés       | Suffrages exprimés       | Suffrages exprimés       | 2 565        | 94,65        | 2 679       | 92,99       |
| Votes blancs             | Votes blancs             | Votes blancs             | Votes blancs             | 82           | 3,03         | 120         | 4,17        |
| Votes nuls               | Votes nuls               | Votes nuls               | Votes nuls               | 63           | 2,32         | 82          | 2,85        |
| Total                    | Total                    | Total                    | Total                    | 2 710        | 100          | 2 881       | 100         |
| Abstention               | Abstention               | Abstention               | Abstention               | 2 924        | 51,90        | 2 754       | 48,87       |
| Inscrits / participation | Inscrits / participation | Inscrits / participation | Inscrits / participation | 5 634        | 48,10        | 5 635       | 51,13       |